# Krassimir Monow
Krassimir Monow (bulgarisch Красимир Монов; * 22. Juli 1983) ist ein ehemaliger bulgarischer Eishockeyspieler, der zuletzt bis 2015 beim HK ZSKA Sofia in der bulgarischen Eishockeyliga spielte. Nach seiner aktiven Zeit wurde er als Trainer tätig und ist seit 2017 für die bulgarische Eishockeynationalmannschaft der Frauen tätig.

## Karriere
Krassimir Monow begann seine Karriere als Eishockeyspieler in der Nachwuchsabteilung des HK Slawia Sofia. Mitte der 2000er Jahre spielte er für den HK Lewski Sofia, mit dem er 2007 bulgarischer Vizemeister wurde. Seit 2011 spielt er für den Lokalrivalen HK ZSKA Sofia, für den er bis 2015 in der bulgarischen Eishockeyliga spielt. Mit ZSKA gewann er 2013 und 2014 jeweils das Double aus Meisterschaft und nationalem Pokalwettbewerb.

### International
Im Juniorenbereich spielte Monow bei den U18-Weltmeisterschaften 2000 in der Europadivision II und 2001 in der Division III sowie bei der U20-Weltmeisterschaft 2002 in der Division III.
Mit der bulgarischen Herrennationalmannschaft nahm Monow erstmals ein Dutzend Jahre nach seinem letzten Junioreneinsatz an der Weltmeisterschaft der Division III 2014 teil, als der Mannschaft vom Balkan der Aufstieg in die Division II gelang.

### Trainer
Nach seiner aktiven Laufbahn wurde Monow als Trainer tätig und ist seit 2017 für die bulgarische Eishockeynationalmannschaft der Frauen tätig.

## Erfolge und Auszeichnungen
- 2013 Bulgarischer Meister mit dem HK ZSKA Sofia
- 2013 Bulgarischer Pokalsieger mit dem HK ZSKA Sofia
- 2014 Bulgarischer Meister mit dem HK ZSKA Sofia
- 2014 Bulgarischer Pokalsieger mit dem HK ZSKA Sofia
- 2014 Aufstieg in die Division II, Gruppe B, bei der Weltmeisterschaft der Division III